# Pollino
A Pollino (olaszul: Massiccio del Pollino) hegység, masszívum Dél-Olaszországban, Basilicata és Calabria régiók határvidékén. 1993 óta a Pollino Nemzeti Park része és egyben névadója. A hegységet mészkövek építik fel, emiatt az erózió látványos felszínformákat alakított ki területén. Hasonlóképpen keletkeztek Romito barlangjai, melyek falait a paleolitikumból származó rajzok díszítik. A vidéket átszelő Raganello folyó kanyonvölgyet vágott magának. Legmagasabb csúcsai a Pollino (2248 m) és a Serra Dolcedorme (2267), mely a Szübariszi-síkságra néz. Gazdag állat- és növényvilága van. Területén él az Európa-szerte védett bosnyák-fenyő.

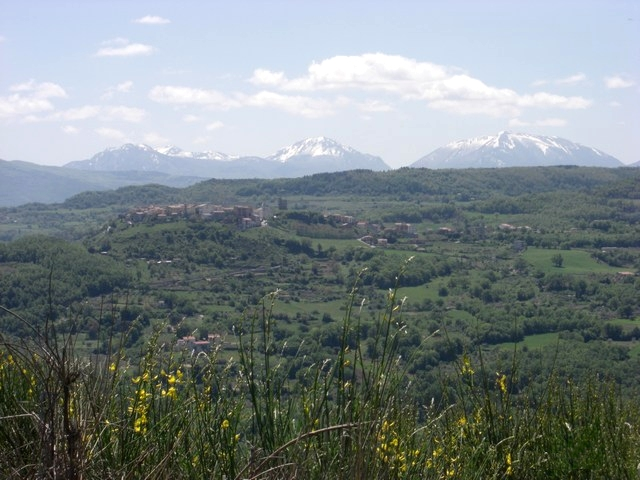
A Pollino Teana falucska mellett